# Libythea iwanagai
Libythea iwanagai är en fjärilsart som beskrevs av Hayashi 1976. Libythea iwanagai ingår i släktet Libythea och familjen praktfjärilar. Inga underarter finns listade i Catalogue of Life.